# 田仔水库
田仔水库是中国海南省三亚市境内的一座水库，建于1970年。水库正常库容为150万立方米，平均水深为2.81米，集雨面积为15平方千米。